# Triple Gold Club
Der Triple Gold Club (kurz TGC, deutsch Dreifach-Gold-Klub) ist eine von der Internationalen Eishockey-Föderation IIHF gegründete Ruhmeshalle, der Eishockeyspieler und -trainer angehören, die im Verlauf ihrer Karriere die laut der IIHF „drei wichtigsten Titel der Sportart“ – Weltmeisterschaft, Olympische Spiele und Stanley Cup der National Hockey League – in beliebiger Reihenfolge erringen konnten. Die Aufnahme in den Klub ist daher so exklusiv, da ein olympisches Eishockeyturnier nur alle vier Jahre stattfindet, und die Weltmeisterschaft für in Nordamerika tätige Spieler und Trainer parallel zu den Playoff-Spielen um den Stanley-Cup-Gewinn abgehalten wird. Zudem war es bis in die 1990er-Jahre hinein unüblich, dass Europäer – auch bedingt durch den Eisernen Vorhang – in der NHL aktiv waren, und in der NHL tätige Spieler bis 1977 aufgrund der professionellen Ausübung des Sports nicht an Weltmeisterschaften und Olympischen Spielen teilnehmen durften.
Die ersten Mitglieder des zunächst inoffiziellen Klubs waren die drei Schweden Tomas Jonsson, Mats Näslund und Håkan Loob, die durch die Beteiligung am Olympiasieg ihres Heimatlandes bei den Olympischen Winterspielen 1994 in Lillehammer als erste Spieler überhaupt die drei Titel gewinnen konnten. Erst mit der Aufnahme der ersten Kanadier im Anschluss an die Olympischen Winterspiele 2002 wurde der Begriff Triple Gold Club geprägt. Am 8. Mai 2007 erkannte die IIHF die Erfolge der damals 18 Spieler an und gab bekannt, dass diese im Verlauf der Herren-Weltmeisterschaft 2008 in Kanada offiziell in einer Zeremonie geehrt werden sollten. Dieser Plan wurde allerdings verworfen und bei der ersten Austragung des Victoria Cups im September 2008 nachgeholt.
Als erstem und bislang einzigem Trainer überhaupt wurde dem Kanadier Mike Babcock die Ehre zuteil, in den Klub aufgenommen worden. Er hatte die kanadische Nationalmannschaft am 28. Februar 2010 zum Gewinn der Goldmedaille bei den Olympischen Winterspielen in Vancouver geführt. Zuvor hatte er sein Heimatland bereits bei der Weltmeisterschaft 2004 betreut, als die Mannschaft ebenfalls Gold gewann. Den Stanley Cup errang er im Jahr 2008 mit den Detroit Red Wings.

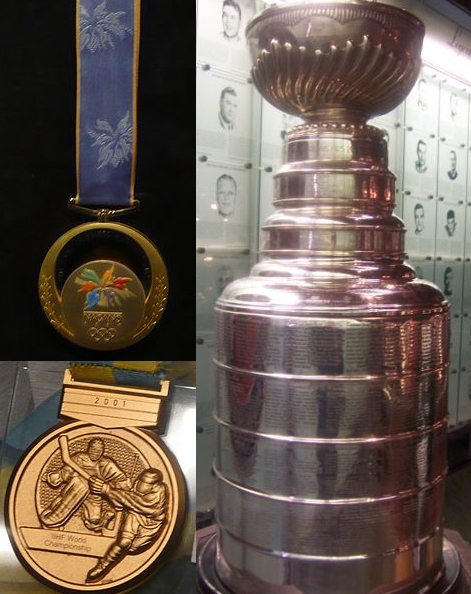
Die Voraussetzungen zur Aufnahme in den Triple Gold Club – Olympiasieg, Stanley-Cup-Gewinn und WM-Sieg (von oben links im Uhrzeigersinn)

Derzeit gehören dem Klub insgesamt 30 Spieler und ein Trainer aus lediglich fünf Nationen – namentlich Finnland, Kanada, Russland, Schweden und Tschechien – an. Die Spieler teilen sich wiederum in elf Verteidiger und 19 Stürmer auf. Ein Torhüter konnte die Anforderungen bisher nicht erfüllen. Das größte Kontingent stellt dabei Kanada mit elf Mitgliedern. Der erfolgreichste Spieler der 30 ist der russische Verteidiger Wjatscheslaw Fetissow, der im Verlauf seiner Karriere sieben Weltmeisterschaften, zwei olympische Eishockeyturniere und zwei Stanley Cups gewinnen konnte. 14 der 29 Spieler konnten die Aufnahme über den Gewinn des jährlich ausgespielten Stanley Cups verwirklichen. Zehn Spieler verschafften sich Zugang über den Gewinn der olympischen Goldmedaille, während nur sechs Akteure sich durch den Gewinn der Weltmeisterschaft die Aufnahme in den Triple Gold Club ermöglichten.
Eine besondere Stellung haben diejenigen Spieler, die zusätzlich auch den World Cup of Hockey, respektive die Vorgängerveranstaltung, den Canada Cup, gewannen. Der Gewinn dieser Titel ist jedoch für die Aufnahme in keiner Weise relevant und ersetzt auch keinen der drei anderen Titel. Bisher gelang das erst zwei russischen und zehn kanadischen Spielern, sowie einem kanadischen Trainer: Wjatscheslaw Fetissow und Igor Larionow (beide Canada Cup 1981); Brendan Shanahan (Canada Cup 1991); Rob Blake, Joe Sakic, Scott Niedermayer und Chris Pronger (alle World Cup of Hockey 2004); Jonathan Toews, Patrice Bergeron, Sidney Crosby, Corey Perry und Mike Babcock (alle World Cup of Hockey 2016). Jay Bouwmeester war sogar Mitglied der beiden Siegerteams 2004 und 2016. 
Die kürzeste Zeit zwischen dem ersten Gewinn eines der Titel und der Aufnahme in den Klub benötigten die Schweden Niklas Kronwall, Henrik Zetterberg und Mikael Samuelsson. Sie schafften im Jahr 2006 sowohl das olympische Eishockeyturnier als auch die Weltmeisterschaft zu gewinnen. Im Jahr 2008 folgte dann der Stanley-Cup-Triumph. Dagegen brauchte Wjatscheslaw Fetissow insgesamt 19 Jahre, die zwischen dem ersten Triumph und der Aufnahme lagen. Er, sein Landsmann Igor Larionow und der Schwede Peter Forsberg sind zudem die einzigen Spieler, die jeden der drei Titel mehr als einmal gewinnen konnten. Sidney Crosby ist der einzige Spieler des Triple Gold Clubs, der alle drei Titel als Kapitän der jeweiligen Mannschaft gewann.

## Mitgliederliste

### Spieler
| Position | Spieler               | Land       | Aufnahmedatum    | Weltmeisterschaften                      | Olympiasiege | Stanley Cups                                          |
| -------- | --------------------- | ---------- | ---------------- | ---------------------------------------- | ------------ | ----------------------------------------------------- |
| 1        | Tomas Jonsson         | Schweden   | 27. Februar 1994 | 1991                                     | 1994         | New York Islanders 1982, 1983                         |
| 2        | Mats Näslund          | Schweden   | 27. Februar 1994 | 1991                                     | 1994         | Canadiens de Montréal 1986                            |
| 3        | Håkan Loob            | Schweden   | 27. Februar 1994 | 1987, 1991                               | 1994         | Calgary Flames 1989                                   |
| 4        | Waleri Kamenski       | /          | 10. Juni 1996    | 1986, 1989, 1990                         | 1988         | Colorado Avalanche 1996                               |
| 5        | Alexei Gussarow       | /          | 10. Juni 1996    | 1986, 1989, 1990                         | 1988         | Colorado Avalanche 1996                               |
| 6        | Peter Forsberg        | Schweden   | 10. Juni 1996    | 1992, 1998                               | 1994, 2006   | Colorado Avalanche 1996, 2001                         |
| 7        | Wjatscheslaw Fetissow | /          | 7. Juni 1997     | 1978, 1981, 1982, 1983, 1986, 1989, 1990 | 1984, 1988   | Detroit Red Wings 1997, 1998                          |
| 8        | Igor Larionow         | /          | 7. Juni 1997     | 1982, 1983, 1986, 1989                   | 1984, 1988   | Detroit Red Wings 1997, 1998, 2002                    |
| 9        | Alexander Mogilny     | /          | 10. Juni 2000    | 1989                                     | 1988         | New Jersey Devils 2000                                |
| 10       | Wladimir Malachow     | /          | 10. Juni 2000    | 1990                                     | 1992         | New Jersey Devils 2000                                |
| 11       | Rob Blake             | Kanada     | 24. Februar 2002 | 1994, 1997                               | 2002         | Colorado Avalanche 2001                               |
| 12       | Joe Sakic             | Kanada     | 24. Februar 2002 | 1994                                     | 2002         | Colorado Avalanche 1996, 2001                         |
| 13       | Brendan Shanahan      | Kanada     | 24. Februar 2002 | 1994                                     | 2002         | Detroit Red Wings 1997, 1998, 2002                    |
| 14       | Scott Niedermayer     | Kanada     | 9. Mai 2004      | 2004                                     | 2002, 2010   | New Jersey Devils 1995, 2000, 2003 Anaheim Ducks 2007 |
| 15       | Jaromír Jágr          | Tschechien | 15. Mai 2005     | 2005, 2010                               | 1998         | Pittsburgh Penguins 1991, 1992                        |
| 16       | Jiří Šlégr            | Tschechien | 15. Mai 2005     | 2005                                     | 1998         | Detroit Red Wings 2002                                |
| 17       | Nicklas Lidström      | Schweden   | 26. Februar 2006 | 1991                                     | 2006         | Detroit Red Wings 1997, 1998, 2002, 2008              |
| 18       | Fredrik Modin         | Schweden   | 26. Februar 2006 | 1998                                     | 2006         | Tampa Bay Lightning 2004                              |
| 19       | Chris Pronger         | Kanada     | 6. Juni 2007     | 1997                                     | 2002, 2010   | Anaheim Ducks 2007                                    |
| 20       | Niklas Kronwall       | Schweden   | 4. Juni 2008     | 2006                                     | 2006         | Detroit Red Wings 2008                                |
| 21       | Henrik Zetterberg     | Schweden   | 4. Juni 2008     | 2006                                     | 2006         | Detroit Red Wings 2008                                |
| 22       | Mikael Samuelsson     | Schweden   | 4. Juni 2008     | 2006                                     | 2006         | Detroit Red Wings 2008                                |
| 23       | Eric Staal            | Kanada     | 28. Februar 2010 | 2007                                     | 2010         | Carolina Hurricanes 2006                              |
| 24       | Jonathan Toews        | Kanada     | 9. Juni 2010     | 2007                                     | 2010, 2014   | Chicago Blackhawks 2010, 2013, 2015                   |
| 25       | Patrice Bergeron      | Kanada     | 15. Juni 2011    | 2004                                     | 2010, 2014   | Boston Bruins 2011                                    |
| 26       | Sidney Crosby         | Kanada     | 17. Mai 2015     | 2015                                     | 2010, 2014   | Pittsburgh Penguins 2009, 2016, 2017                  |
| 27       | Corey Perry           | Kanada     | 22. Mai 2016     | 2016                                     | 2010, 2014   | Anaheim Ducks 2007                                    |
| 28       | Pawel Dazjuk          | Russland   | 25. Februar 2018 | 2012                                     | 2018         | Detroit Red Wings 2002, 2008                          |
| 29       | Jay Bouwmeester       | Kanada     | 12. Juni 2019    | 2003, 2004                               | 2014         | St. Louis Blues 2019                                  |
| 30       | Valtteri Filppula     | Finnland   | 29. Mai 2022     | 2022                                     | 2022         | Detroit Red Wings 2008                                |

### Trainer
| Position | Trainer      | Land   | Aufnahmedatum    | Weltmeisterschaften | Olympiasiege | Stanley Cups           |
| 1        | Mike Babcock | Kanada | 28. Februar 2010 | 2004                | 2010, 2014   | Detroit Red Wings 2008 |

Legende zur Tabelle:
- Position: Gibt die Reihenfolge der Spieler wieder. Diese wird durch das Datum der Aufnahme in den Klub bestimmt. Bei gleichem Datum wird das Datum des ersten Titelgewinns verglichen. Bei drei identischen Daten wird der Spieler, der beim Erreichen des dritten Titels jünger war, zuerst geführt.
- Land: Zeigt die Flagge des Landes, dessen Staatsangehörigkeit der Spieler hatte.
- Aufnahmedatum: Nennt das Datum, an dem der Spieler in den Klub aufgenommen wurde.
- Weltmeisterschaften: Nennt die Jahreszahlen der errungenen Weltmeisterschaften.
- Olympiasiege: Nennt die Jahreszahlen der errungenen Olympiasiege.
- Stanley Cups: Nennt die Jahreszahlen der errungenen Stanley-Cup-Siege.
- Die hervorgehobene Jahreszahl gibt jeweils den ausschlaggebenden Titelgewinn für die Aufnahme an.

  Spieler ist ein Mitglied der Hockey Hall of Fame

  Spieler ist noch aktiv